# Johnson (circonscription provinciale)
Pour les articles homonymes, voir Johnson.
Circonscription électorale provinciale du Canada
Johnson est une circonscription électorale provinciale du Québec située dans les régions administratives du Centre-du-Québec, de l'Estrie et de la Montérégie. Ses villes principales sont Acton Vale, Drummondville (en partie), Roxton, et Wickham. 

## Historique
La circonscription de Johnson est créée en 1972 par la réunion de parties de territoire des circonscriptions avoisinantes de Bagot, Drummond, Richmond et Shefford.
Ses limites ont été légèrement modifiées en 1988, en 1992 et en 2001. La circonscription subit un remaniement plus important en 2011 quand toute sa partie est, incluant une partie de la ville de Sherbrooke, lui est retirée au profit des circonscriptions de Richmond, Saint-François et Mégantic. En contrepartie, Johnson s'est agrandie au nord par l'ajout d'une partie de la circonscription de Drummond, incluant un secteur important de la ville de Drummondville.

## Territoire et limites
La circonscription de Johnson comprend les municipalités suivantes :
- Acton Vale
- Béthanie
- Drummondville (en partie)
- Durham-Sud
- L'Avenir
- Lefebvre
- Roxton
- Roxton Falls
- Roxton Pond
- Sainte-Cécile-de-Milton
- Sainte-Christine
- Saint-Edmond-de-Grantham
- Saint-Eugène
- Saint-Germain-de-Grantham
- Sainte-Hélène-de-Bagot
- Saint-Joachim-de-Shefford
- Saint-Majorique-de-Grantham
- Saint-Nazaire-d'Acton
- Saint-Théodore-d'Acton
- Saint-Valérien-de-Milton
- Upton
- Wickham

La majorité des électeurs de l'actuelle circonscription de Johnson (2011) étaient auparavant rattachés à l'ancienne circonscription de Drummond (2002-2011). L'autre partie des électeurs de la circonscription actuelle étaient rattachés à l'ancienne circonscription de Johnson (2002-2011).

## Liste des députés

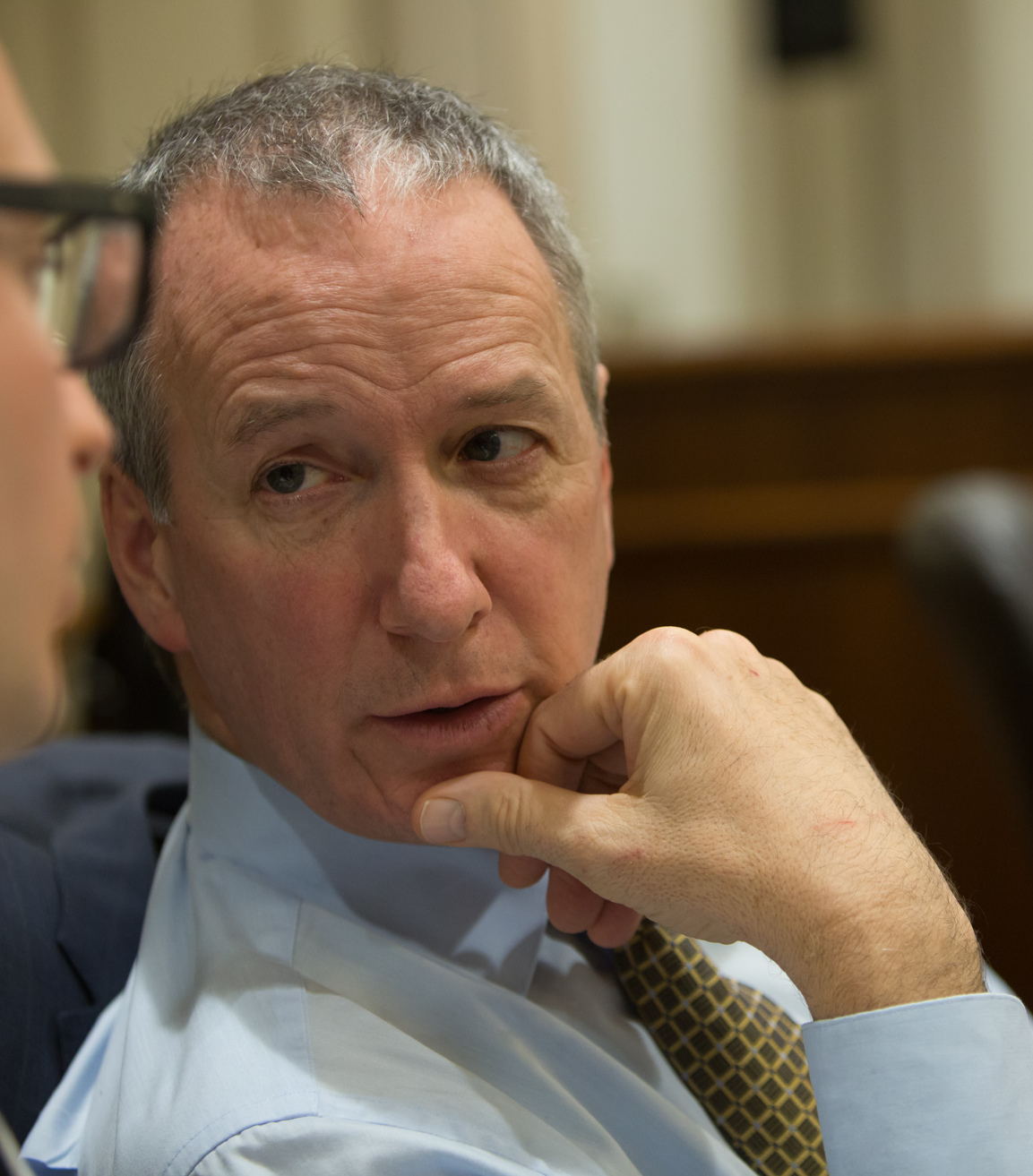
André Lamontagne est député de Johnson depuis 2014 pour la Coalition avenir Québec.

| Législature                                                | Années       | Député                 | Député                 | Parti               |
| ---------------------------------------------------------- | ------------ | ---------------------- | ---------------------- | ------------------- |
| Johnson Créée depuis Bagot, Drummond, Richmond et Shefford |              |                        |                        |                     |
| 30e                                                        | 1973–1974    |                        | Jean-Claude Boutin     | Libéral             |
| 30e                                                        | 1974–1976    |                        | Maurice Bellemare      | Union nationale     |
| 31e                                                        | 1976–1979    |                        | Maurice Bellemare      | Union nationale     |
| 31e                                                        | 1980–1981    |                        | Camille Picard         | Libéral             |
| 32e                                                        | 1981–1985    |                        | Carmen Juneau          | Parti québécois     |
| 33e                                                        | 1985–1989    |                        | Carmen Juneau          | Parti québécois     |
| 34e                                                        | 1989–1994    |                        | Carmen Juneau          | Parti québécois     |
| 35e                                                        | 1994–1998    | Claude Boucher         |                        | Parti québécois     |
| 36e                                                        | 1998–2003    | Claude Boucher         |                        | Parti québécois     |
| 37e                                                        | 2003–2007    | Claude Boucher         |                        | Parti québécois     |
| 38e                                                        | 2007–2008    |                        | Éric Charbonneau       | Action démocratique |
| 39e                                                        | 2008–2012    |                        | Étienne-Alexis Boucher | Parti québécois     |
| 40e                                                        | 2012–2014    | Yves-François Blanchet |                        | Parti québécois     |
| 41e                                                        | 2014–2018    |                        | André Lamontagne       | Coalition avenir    |
| 42e                                                        | 2018–2022    |                        | André Lamontagne       | Coalition avenir    |
| 43e                                                        | 2022–présent |                        | André Lamontagne       | Coalition avenir    |

## Résultats électoraux

### Évolution pour les principaux partis
| |
| - Parti libéral - Crédit social (ancien) - Parti québécois - Union nationale (ancien) - Égalité (ancien) - Action démocratique (ancien) - Québec solidaire - Coalition avenir - Parti conservateur |

### Résultats détaillés
|                                                                                               | Nom                        | Parti              | Nombre de voix | %      | Maj.   |
| --------------------------------------------------------------------------------------------- | -------------------------- | ------------------ | -------------- | ------ | ------ |
|                                                                                               | André Lamontagne (sortant) | Coalition avenir   | 21 944         | 52,5 % | 15 621 |
|                                                                                               | Luce Daneau                | Conservateur       | 6 323          | 15,1 % | -      |
|                                                                                               | Jérémie Poirier            | Parti québécois    | 6 024          | 14,4 % | -      |
|                                                                                               | Nancy Mongeau              | Québec solidaire   | 5 769          | 13,8 % | -      |
|                                                                                               | Mounirou Younoussa         | Libéral            | 1 469          | 3,5 %  | -      |
|                                                                                               | Cindy Courtemanche         | Démocratie directe | 271            | 0,6 %  | -      |
| Total                                                                                         | Total                      | Total              | 41 800         | 100 %  |        |
| Le taux de participation lors de l'élection était de 67,6 % et 763 bulletins ont été rejetés. |                            |                    |                |        |        |

|                                                                                               | Nom                        | Parti               | Nombre de voix | %      | Maj.   |
| --------------------------------------------------------------------------------------------- | -------------------------- | ------------------- | -------------- | ------ | ------ |
|                                                                                               | André Lamontagne (sortant) | Coalition avenir    | 20 902         | 53 %   | 13 851 |
|                                                                                               | Sarah Saint-Cyr Lanoie     | Québec solidaire    | 7 051          | 17,9 % | -      |
|                                                                                               | Jacques Tétreault          | Parti québécois     | 5 194          | 13,2 % | -      |
|                                                                                               | François Vaes              | Libéral             | 4 362          | 11,1 % | -      |
|                                                                                               | Émile Coderre              | Vert                | 745            | 1,9 %  | -      |
|                                                                                               | Jean-François Vignola      | Conservateur        | 630            | 1,6 %  | -      |
|                                                                                               | Andrew Leblanc-Marcil      | NPD Québec          | 302            | 0,8 %  | -      |
|                                                                                               | Yves Audet                 | Citoyens au pouvoir | 280            | 0,7 %  | -      |
| Total                                                                                         | Total                      | Total               | 39 466         | 100 %  |        |
| Le taux de participation lors de l'élection était de 67,5 % et 923 bulletins ont été rejetés. |                            |                     |                |        |        |

|                                                                                               | Nom                              | Parti            | Nombre de voix | %      | Maj.  |
| --------------------------------------------------------------------------------------------- | -------------------------------- | ---------------- | -------------- | ------ | ----- |
|                                                                                               | André Lamontagne                 | Coalition avenir | 13 621         | 36,1 % | 1 853 |
|                                                                                               | Yves-François Blanchet (sortant) | Parti québécois  | 11 768         | 31,2 % | -     |
|                                                                                               | Brigitte Mercier                 | Libéral          | 8 946          | 23,7 % | -     |
|                                                                                               | François Desrochers              | Québec solidaire | 2 365          | 6,3 %  | -     |
|                                                                                               | Sébastien Gauthier               | Parti nul        | 502            | 1,3 %  | -     |
|                                                                                               | Magali Doucet                    | Option nationale | 304            | 0,8 %  | -     |
|                                                                                               | Benoit Lussier                   | Conservateur     | 262            | 0,7 %  | -     |
| Total                                                                                         | Total                            | Total            | 37 768         | 100 %  |       |
| Le taux de participation lors de l'élection était de 67,4 % et 755 bulletins ont été rejetés. |                                  |                  |                |        |       |

|                                                                                             | Nom                              | Parti            | Nombre de voix | %      | Maj. |
| ------------------------------------------------------------------------------------------- | -------------------------------- | ---------------- | -------------- | ------ | ---- |
|                                                                                             | Yves-François Blanchet (sortant) | Parti québécois  | 15 007         | 36,2 % | 203  |
|                                                                                             | Stéphane Legault                 | Coalition avenir | 14 804         | 35,7 % | -    |
|                                                                                             | Nancy Boyce                      | Libéral          | 8 434          | 20,3 % | -    |
|                                                                                             | Julie Dionne                     | Québec solidaire | 1 887          | 4,5 %  | -    |
|                                                                                             | Steve Lemay                      | Option nationale | 889            | 2,1 %  | -    |
|                                                                                             | Benoit Lussier                   | Conservateur     | 479            | 1,2 %  | -    |
| Total                                                                                       | Total                            | Total            | 41 500         | 100 %  |      |
| Le taux de participation lors de l'élection était de 75 % et 743 bulletins ont été rejetés. |                                  |                  |                |        |      |